# Chiglia

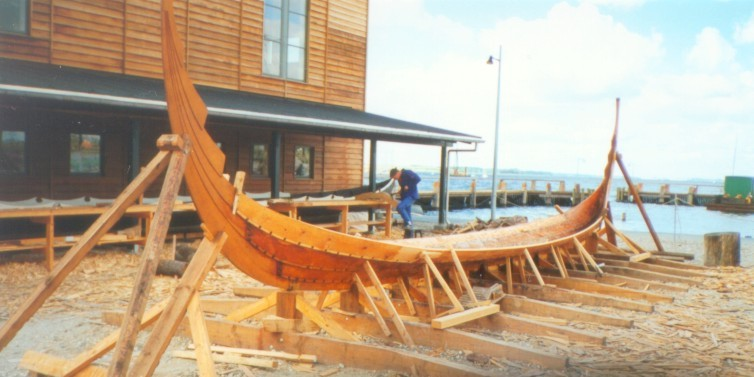
Chiglia di una nave

La chiglia è una trave longitudinale a sezione quadrata o rettangolare che percorre l'imbarcazione da poppa a prua nella parte sommersa destinata al galleggiamento (scafo). Ha sulle facce laterali delle scanalature chiamate batture, sulle quali, con un incastro semplice detto a palella, si incastrano le tavole del fasciame esterno.

## Descrizione

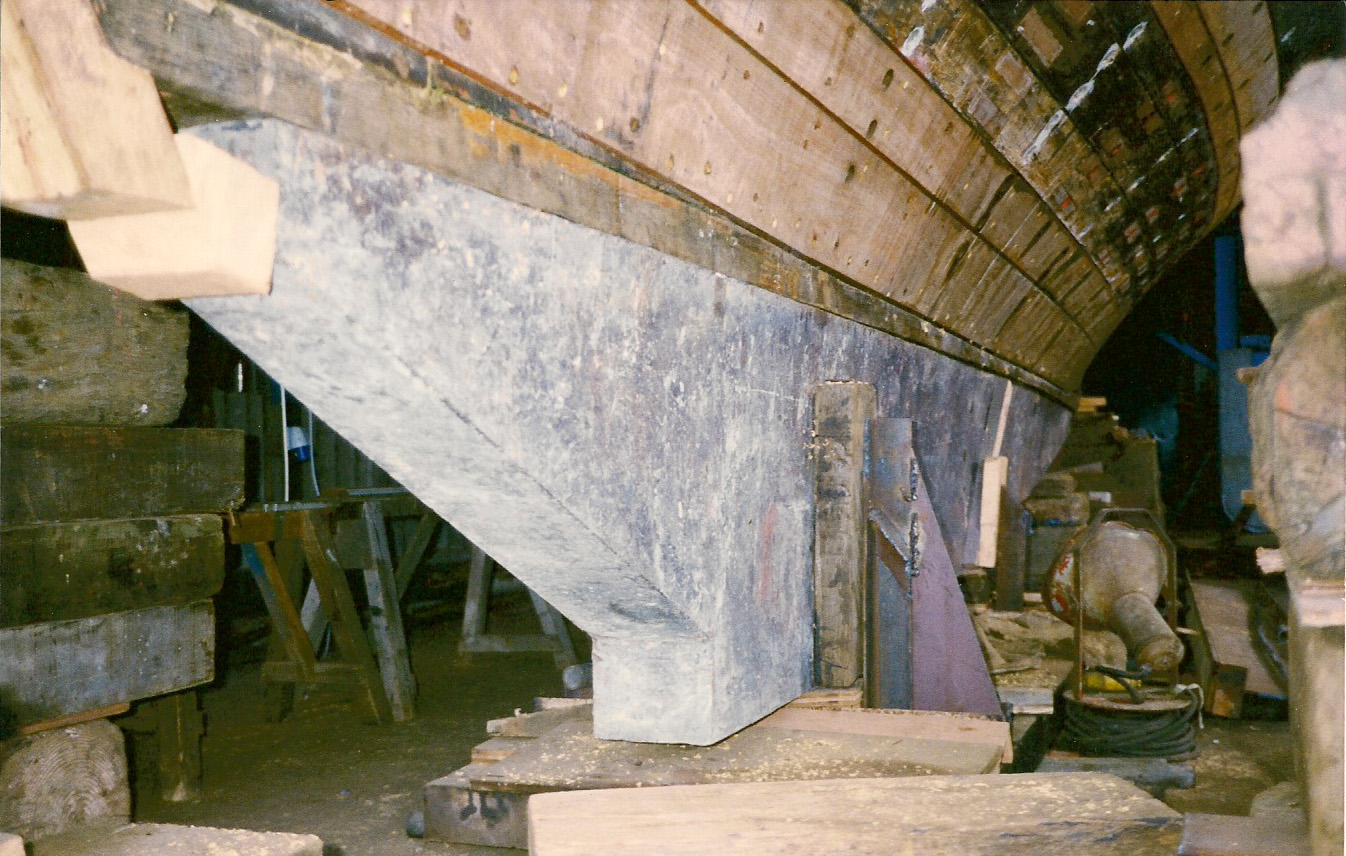
Vista della parte inferiore di una chiglia

La chiglia è in posizione centrale ed è la struttura principale dello scafo, su di essa vengono assemblate le ordinate che formano le ossature dei fianchi. Nella zona prodiera si collega alla ruota di prora; mentre nella zona poppiera si collega al dritto o al telaio di poppa.
Per le piccole imbarcazioni è generalmente un pezzo unico. Per le imbarcazioni maggiori può essere costituito da più pezzi assemblati. Nelle imbarcazioni in legno può essere costituito da un'unica tavola di legno massiccio o di struttura lamellare multistrato, o da un numero dispari di pezzi uniti fra loro con giunti a palella.
Verso il 1500 e il 1600 la chiglia era la caratteristica principale delle navi per le traversate oceaniche che in quel periodo erano appena cominciate. Grazie a questa particolarità è stata possibile la scoperta dell'America. La chiglia era una nuova idea per tenere in equilibrio la barca nell'acqua.
Con l'avvento della costruzione in acciaio la chiglia progressivamente ha perso importanza come rinforzo longitudinale principale a causa della maggior robustezza longitudinale garantita dal fasciame metallico. Oggi in molte grandi navi la chiglia non è più visibile perché è incorporata nel fasciame esterno. La chiglia con spessore superiore al fasciame, e quindi visibile, è definita massiccia.